# Play In Challenger Lille 2025
Il Play In Challenger Lille 2025 è stato un torneo maschile di tennis professionistico. È stata la 7ª edizione del torneo, facente parte della categoria Challenger 125 nell'ambito dell'ATP Challenger Tour 2025, con un montepremi di 181 000 €. Si è giocato dal 3 al 9 febbraio 2025 sui campi in cemento indoor del Tennis Club Lillois Lille Métropole di Lille, in Francia.

## Partecipanti

### Teste di serie
| Nazionalità | Giocatore         | Ranking* | Testa di serie |
| ----------- | ----------------- | -------- | -------------- |
| Francia     | Benjamin Bonzi    | 62       | 1              |
| Italia      | Luca Nardi        | 83       | 2              |
| Francia     | Lucas Pouille     | 104      | 3              |
| Polonia     | Kamil Majchrzak   | 115      | 4              |
| Belgio      | Raphaël Collignon | 124      | 5              |
| Svizzera    | Jérôme Kym        | 136      | 6              |
| Francia     | Grégoire Barrère  | 144      | 7              |
| Belgio      | Alexander Blockx  | 146      | 8              |
| Italia      | Matteo Gigante    | 150      | 9              |

* Ranking al 27 gennaio 2025.

### Altri partecipanti
I seguenti giocatori hanno ricevuto una wild card per il tabellone principale:
- Benjamin Bonzi
- Arthur Gea
- Benoît Paire

Il seguente giocatore è entrato in tabellone come special exempt:
- Luca Nardi

Il seguente giocatore è entrato in tabellone come alternate:
- Aziz Dougaz

I seguenti giocatori sono passati dalle qualificazioni:
- Tom Gentzsch
- Oleg Prihodko
- Lucas Marionneau
- Arthur Bouquier
- Jakub Paul
- Patrick Zahraj

I seguenti giocatori sono entrati in tabellone come lucky loser:
- Maé Malige
- Tom Paris
- Lucas Poullain
- Max Hans Rehberg

## Punti e montepremi
| Torneo    | Torneo              | V      | F      | SF    | QF    | 2T    | 1T    | Q | Q2  | Q1  |
| Singolare | Punti               | 125    | 64     | 35    | 16    | 8     | 0     | 5 | 3   | 0   |
| Singolare | Premi in denaro (€) | 19 650 | 11 570 | 6 850 | 3 990 | 2 345 | 1 420 | – | 710 | 355 |
| Doppio    | Punti               | 125    | 64     | 35    | 16    | –     | 0     | – | –   | –   |
| Doppio    | Premi in denaro (€) | 8 420  | 4 900  | 2 940 | 1 750 | –     | 990   | – | –   | –   |

## Campioni

### Singolare
Arthur Bouquier ha sconfitto in finale  Lucas Pouille con il punteggio di 6–3, 3–5 rit.

### Doppio
Jakub Paul /  David Pel hanno sconfitto in finale  Karol Drzewiecki /  Piotr Matuszewski con il punteggio di 6–3, 6–4.